# Пётр Первый (роман)
«Пётр Первый» — незаконченный исторический роман А. Н. Толстого, над которым он работал с 1929 года до самой смерти. Две первые книги были опубликованы в 1934 году, а сам роман в 1945 году. Незадолго до своей смерти, в 1943 автор начал работу над третьей книгой, но успел довести роман только до событий 1704 года.
В советское время «Пётр Первый» позиционировался как эталон исторического романа в духе социалистического реализма. Автор проводит параллели между Петром Первым и Сталиным, на примере Петра оправдывая слом традиционного общества любой ценой и «основанную на насилии систему власти».

## Содержание
Действие охватывает период с 1682 (смерть царя Федора Алексеевича) по 1704 год (взятие русскими войсками Нарвы). Сюжетная линия следует за реальными историческими событиями рубежа XVII и XVIII веков — от смерти царя Фёдора Алексеевича практически до взятия русскими войсками Нарвы. На широком историческом материале показан переломный период в истории России, создание исключительной личностью нового государства — Российской империи. 
Среди выведенных в романе событий и личностей — Азовские походы, Стрелецкий бунт, коварная царевна Софья, её возлюбленный Василий Голицын, Лефорт, Меншиков, Карл XII, Анна Монс. Несколько идеализированный царь раз за разом демонстрирует волю, энергию, любознательность и упорный характер; он бьётся за свои решения, часто не исполняемые лукавыми и ленивыми приближёнными. Чувства и жизни отдельных людей щедро приносятся в жертву ради триумфа государственных интересов.
В традиции эпопеи «Война и мир» рядом с крупными историческими деятелями в романе выведены простые люди из народа. Для воспроизведения исторического колорита автор не жалеет красочных бытовых деталей. «Действие романа переносится из дворца в курную избу, из боярской усадьбы со слюдяными окошечками в дымный кабак, из Успенского собора в царский розыск и т. д.».

## Персонажи
- Пётр Алексеевич — царь России
- Александр Данилович Меншиков (Алексашка)— соратник царя, сын придворного конюха, впоследствии светлейший князь
- Франц Яковлевич Лефорт — соратник Петра, генерал
- Анна Ивановна Монс — фаворитка Петра
- Софья Алексеевна — царевна, сестра Петра
- Василий Васильевич Голицын — глава правительства Софьи
- Фёдор Юрьевич Ромодановский — «князь-кесарь»
- Артамон Сергеевич Матвеев — боярин
- Иоаким — патриарх
- Наталья Кирилловна Нарышкина — царица
- Лев Кириллович Нарышкин — брат царицы
- Алексей Иванович Бровкин (Алёшка) — сын Ивашки Бровкина, друг Алексашки
- Иван Артемьевич Бровкин (Ивашка Бровкин) — крепостной, позже — богатый купец, отец Алёшки

## Успех
Роман, созданный по социально-идеологическому заказу Сталина, понравился главе Советского государства и был отмечен Сталинской премией. Максим Горький отозвался о «Петре Первом» как о первом подлинном историческом романе в советской литературе. Этот успех породил государственный заказ на целую вереницу консервативно-охранительных исторических книг и фильмов с налётом национализма и милитаризма, которые увидели свет в преддверии Второй мировой войны. Роман «Пётр Первый» прочно вошёл в канон советской литературы. С 1947 по 1990 гг. он был переиздан в СССР 97 раз.

## Экранизации
- «Пётр Первый» (1937—1938 годы)
- «Юность Петра» (1980 год)
- «В начале славных дел» (1980 год)